# Sorges

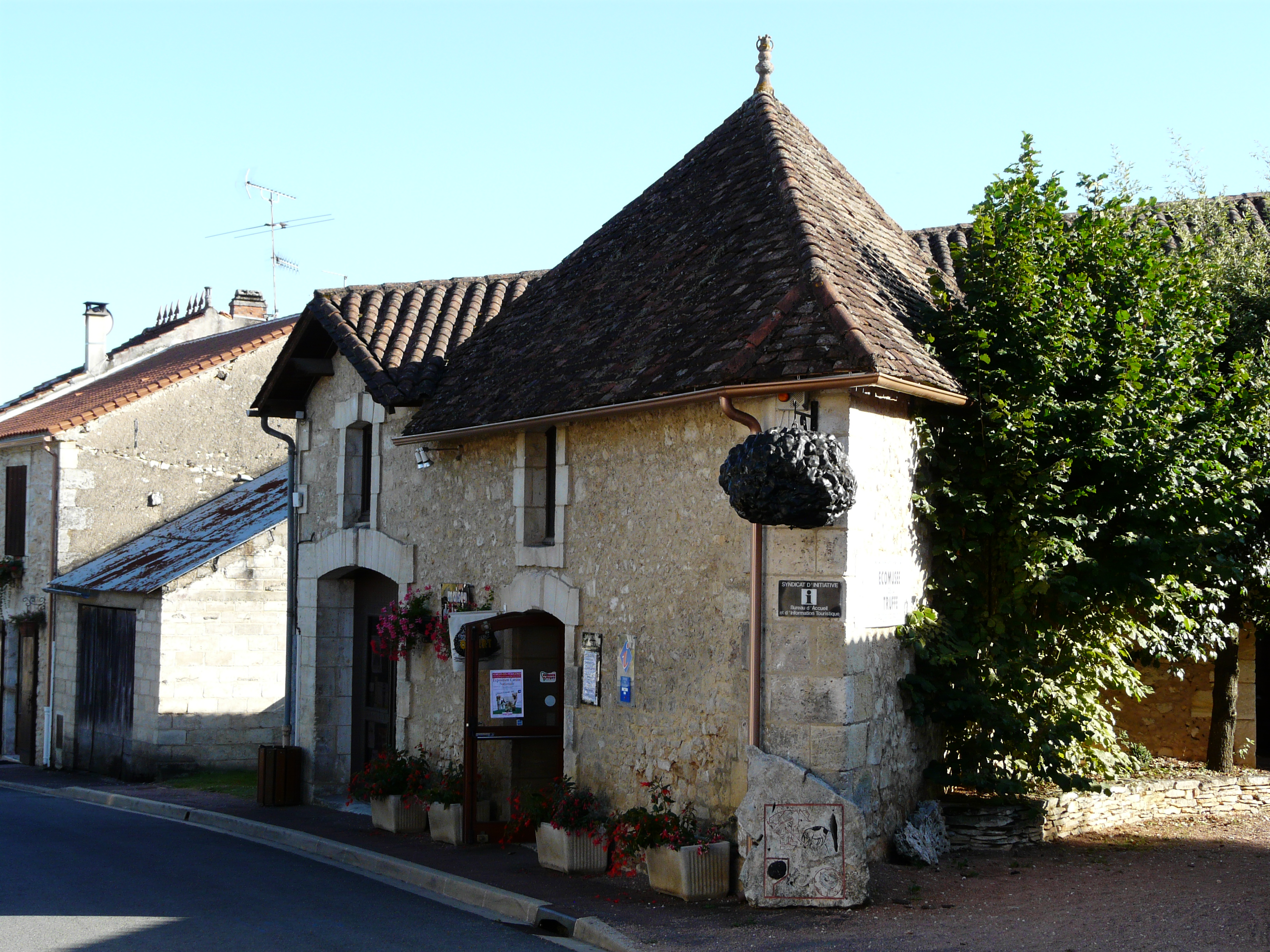
Museum

Sorges is een plaats en voormalige gemeente in het Franse departement Dordogne (regio Nouvelle-Aquitaine) en telt 1268 inwoners (2015). De plaats maakt deel uit van het arrondissement Périgueux. Sorges is op 1 januari 2016 met de gemeente Ligueux gefuseerd tot de gemeente Sorges et Ligueux en Périgord. 

## Geografie
De oppervlakte van Sorges bedraagt 46,7 km², de bevolkingsdichtheid is 24,8 inwoners per km².
De onderstaande kaart toont de ligging van Sorges met de belangrijkste infrastructuur en aangrenzende gemeenten.

## Demografie
Onderstaande figuur toont het verloop van het inwonertal.

## Bezienswaardigheden
Sorges staat bekend als de hoofdstad van de truffel, de bijzondere ondergrondse paddenstoel, bekend als de zwarte diamant. In het ecomuseum van de truffel, opgericht in 1982, kan men er allerlei wetenswaardigs over leren kennen.
De parochiekerk Saint-Germain heeft twee portalen. Het ene is 12e-eeuws romaans, het andere is er in de 16e eeuw in renaissance-stijl aan toegevoegd. De versieringen zijn nog goed zichtbaar, al is in de erosiegevoelige kalksteen veel van de fijne details verloren gegaan. De kerk staat sinds 1967 op de lijst van Historische Monumenten.